# 正派名单
正派名单（西班牙語：Lista de la Decencia），正式名称为正派人（Decentes），是哥伦比亚的一个已不存在的左翼选举联盟。该联盟成立于2017年12月13日，由爱国联盟、替代原住民和社会运动、独立社会联盟、人道哥伦比亚和清晰选项组成。该联盟的领袖是古斯塔沃·佩特罗和艾达·阿维拉。在2018年哥伦比亚议会选举中。该联盟获得4个参议院席位和2个众议院席位。2021年2月11日，该联盟解散。